# قمة مجموعة العشرين الرياض 2020
قمة مجموعة العشرين الرياض 2020 (بالإنجليزية: 2020 G20 Riyadh summit) هو الاجتماع الخامس عشر لمجموعة العشرين (G20). انعقدت القمة في 21-22 نوفمبر 2020 في مدينة الرياض في السعودية. وهي أول قمة لمجموعة العشرين تستضيفها السعودية. وثاني قمة لمجموعة العشرين تستضيفها منطقة الشرق الأوسط. وعلى أثر تسلم المملكة لرئاسة القمة في 1 ديسمبر 2019؛ صرّح ولي العهد السعودي الأمير محمد بن سلمان بن عبدالعزيز ال سعود بأن المملكة تلتزم خلال رئاستها للمجموعة بمواصلة العمل الذي انطلق من أوساكا وتعزيز التوافق العالمي، والتعاون مع شركاء المجموعة للتصدي لتحديات المستقبل.
مجموعة العشرين هي المنتدى الرئيس للتعاون الاقتصادي الدولي وتضم قادة من جميع القارات ويمثلون دولًا متقدمةً وناميةً. وتمثل الدول الأعضاء في مجموعة العشرين، مجتمعةً، حوالي 80% من الناتج الاقتصادي العالمي، وثلثي سكان العالم، وثلاثة أرباع حجم التجارة العالمية. ويجتمع ممثلو دول المجموعة لمناقشة القضايا المالية والقضايا الاجتماعية والاقتصادية.

## تاريخ مجموعة العشرين
تأسست مجموعة العشرين في عام 1999م، التي كانت تُعقد على مستوى وزراء المالية ومحافظي البنوك المركزية لعقد مناقشات رفيعة المستوى عن القضايا الاقتصادية والمالية. وفي أعقاب الأزمة المالية في عام 2008م، رُفع مستوى المجموعة لتضم قادة الدول الأعضاء. وانعقدت قمة قادة مجموعة العشرين الأولى في واشنطن في نوفمبر 2008م. ونتيجة لذلك، وُسِّع جدول أعمال مجموعة العشرين ليتجاوز القضايا الاقتصادية والمالية ويشمل القضايا الاجتماعية والاقتصادية والتنموية.

## الرئاسة
يرأس العاهل السعودي الملك سلمان بن عبد العزيز قمة مجموعة العشرين الرياض 2020.
تولت المملكة العربية السعودية رئاسة مجموعة العشرين في ديسمبر 2019 تمهيداً لقمة القادة التي ستُعقد في الرياض يومي 21 و22 نوفمبر 2020. وستتولى المملكة توجيه أعمال مجموعة العشرين تحت عنوان «اغتنام فرص القرن الحادي والعشرين للجميع» وستكون المحاور الرئيسية الثلاث لرئاسة مجموعة العشرين في عام 2020م كالآتي:
- تمكين الناس: من خلال تهيئة الظروف التي يتمكن فيها الجميع، خاصة النساء والشباب، من العيش والعمل وتحقيق الازدهار.
- حماية الكوكب: من خلال تعزيز الجهود المشتركة لحماية الموارد العالمية.
- تشكيل حدود جديدة: من خلال تبني استراتيجيات جريئة وطويلة المدى لمشاركة منافع الابتكار والتقدم التكنولوجي.

إنّ المملكة العربية السعودية تلتزم خلال ترؤسها لقمة العشرين بضمان استمرار المجموعة في إظهار نطاق واسع وشامل لوجهات النظر الدولية. تماشياً مع هذا الالتزام، فإنّ المملكة العربية السعودية قد وجهت الدعوات إلى كل من المملكة الأردنية الهاشمية وجمهورية سنغافورة والمملكة الإسبانية والاتحاد السويسري. وسيتم توجيه دعوات أيضاً إلى المنظمات الإقليمية، بما في ذلك صندوق النقد العربي والبنك الإسلامي للتنمية وكذلك جمهورية فيتنام بصفتها رئيسة رابطة دول جنوب شرق آسيا (آسيان) وجمهورية جنوب إفريقيا بصفتها رئيسة الاتحاد الإفريقي والإمارات العربية المتحدة بصفتها رئيسة مجلس التعاون الخليجي وجمهورية السنغال بصفتها رئيسة الشراكة الجديدة لتنمية إفريقيا (نيباد). لقد كان للمنظمات الدولية مساهمة جلية تاريخياً في جدول أعمال قمة مجموعة العشرين. لذلك فإن المنظمات الدولية المدعوة لحضور قمة العشرين 2020 ستشمل: منظمة الأغذية والزراعة (الفاو)، ومجلس الاستقرار المالي ومنظمة العمل الدولية وصندوق النقد الدولي ومنظمة التعاون الاقتصادي والتنمية والأمم المتحدة ومجموعة البنك الدولي ومنظمة الصحة العالمية ومنظمة التجارة العالمية.
أمّا في الفترة التي سبقت قمة القادة، استضافت المملكة العربية السعودية أكثر من 100 حدث ومؤتمر، بما في ذلك الاجتماعات الوزارية واجتماعات المسؤولين وممثلي المجتمع المدني، بما في ذلك مجموعة الأعمال B20 ومجموعة الشباب Y20 ومجموعة العمال 20L ومجموعة الفكر T20 ومجموعة المجتمع المدني C20 ومجموعة المرأة W20 ومجموعة العلوم S20 ومجموعة المجتمع الحضري U20.

## القادة المشاركون

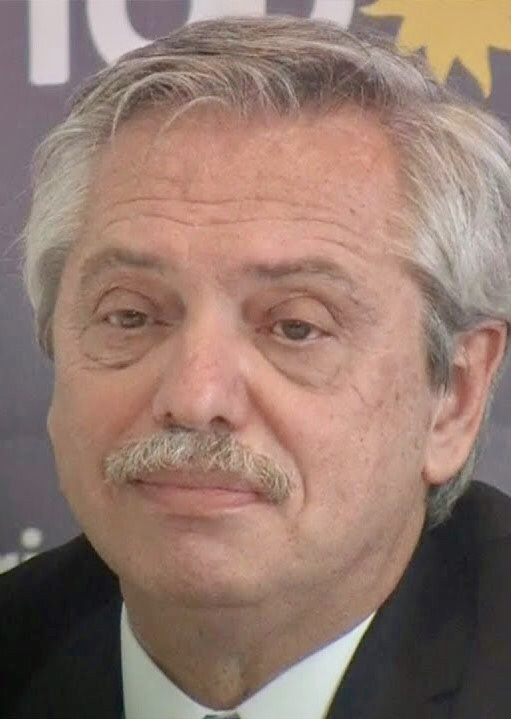
الأرجنتين ألبرتو فرنانديز، رئيس
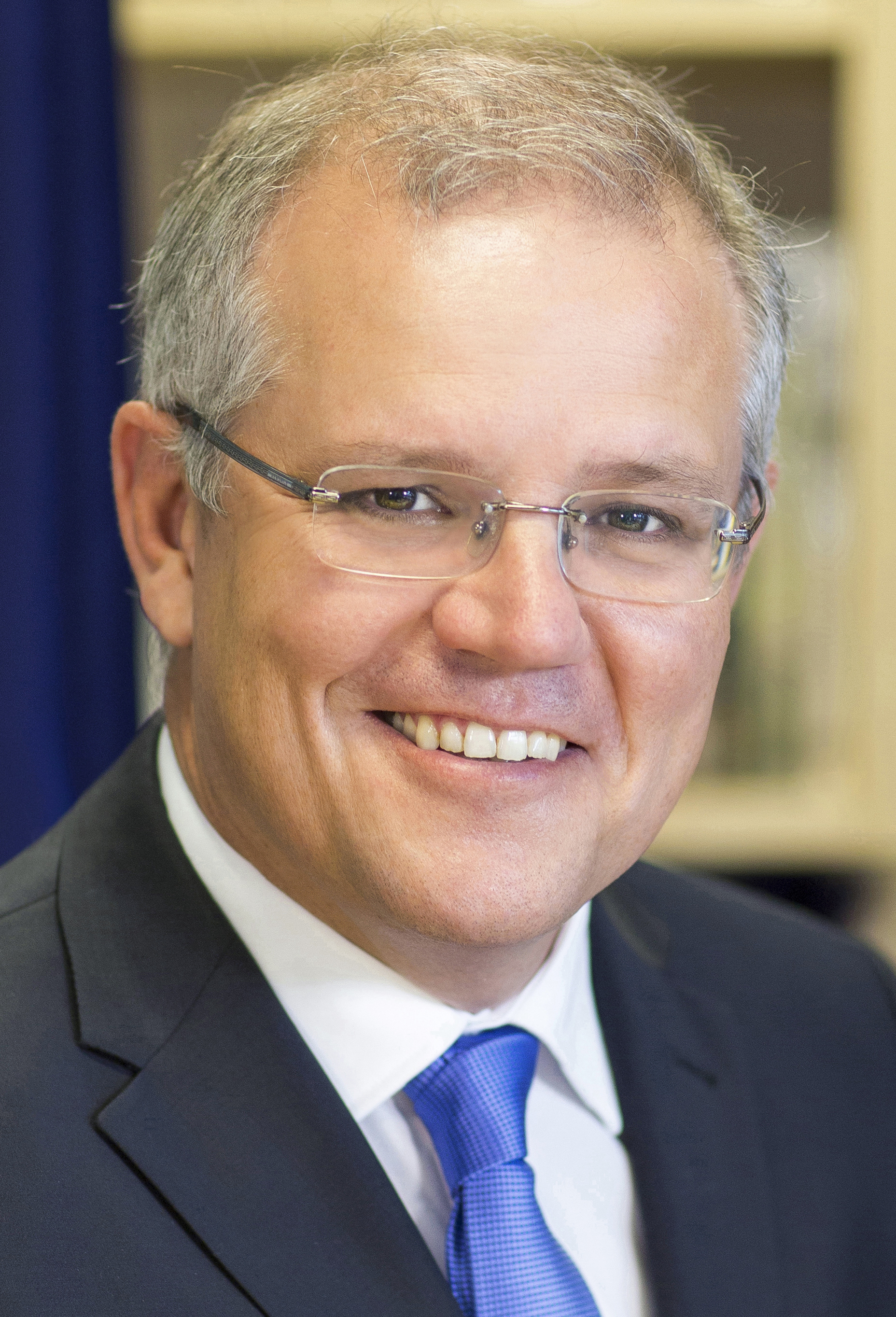
أستراليا سكوت موريسون، رئيس وزراء
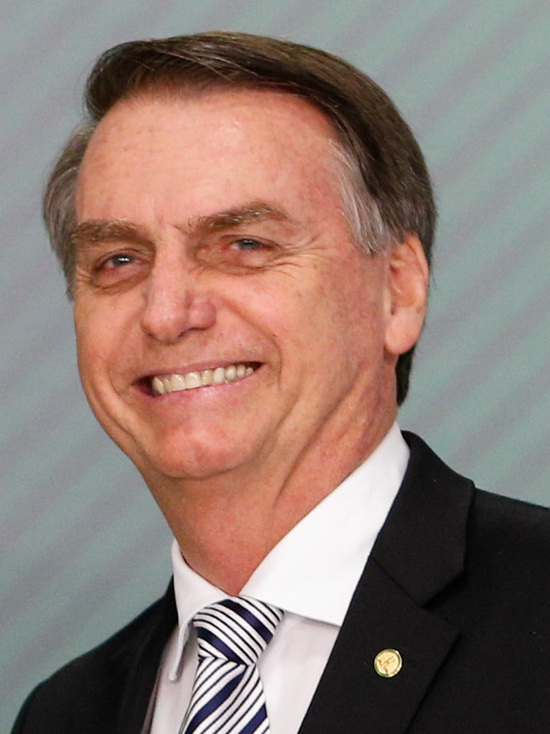
البرازيل جايير بولسونارو، رئيس
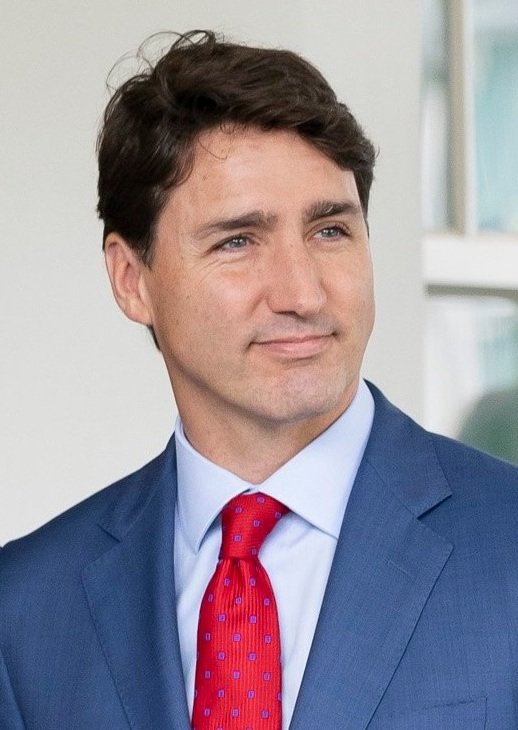
كندا جاستن ترودو، رئيس وزراء
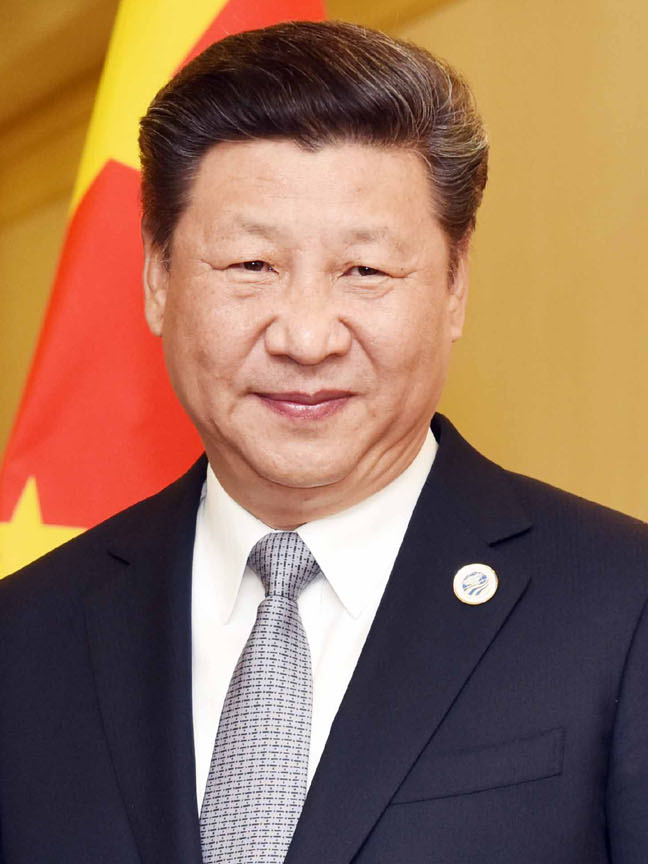
الصين شي جين بينغ، رئيس
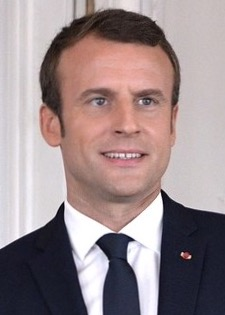
فرنسا إيمانويل ماكرون، رئيس
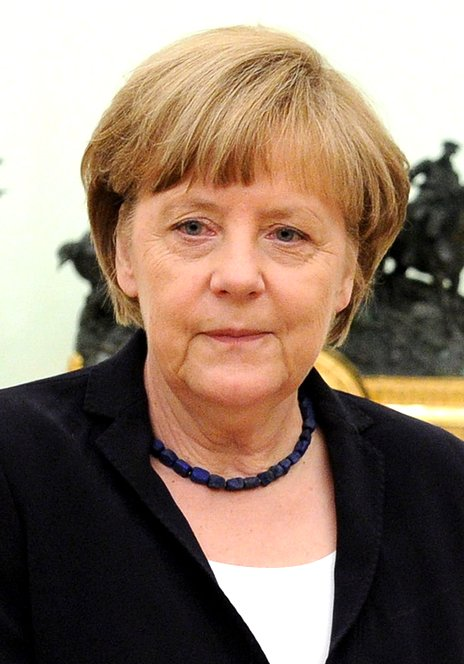
ألمانيا أنغيلا ميركل، مستشارة
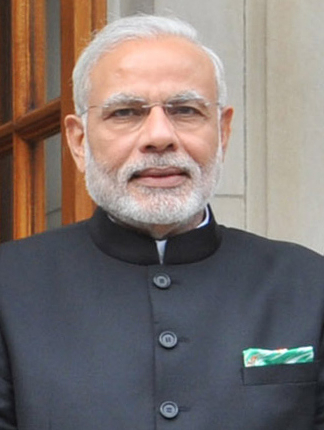
الهند ناريندرا مودي، رئيس وزراء
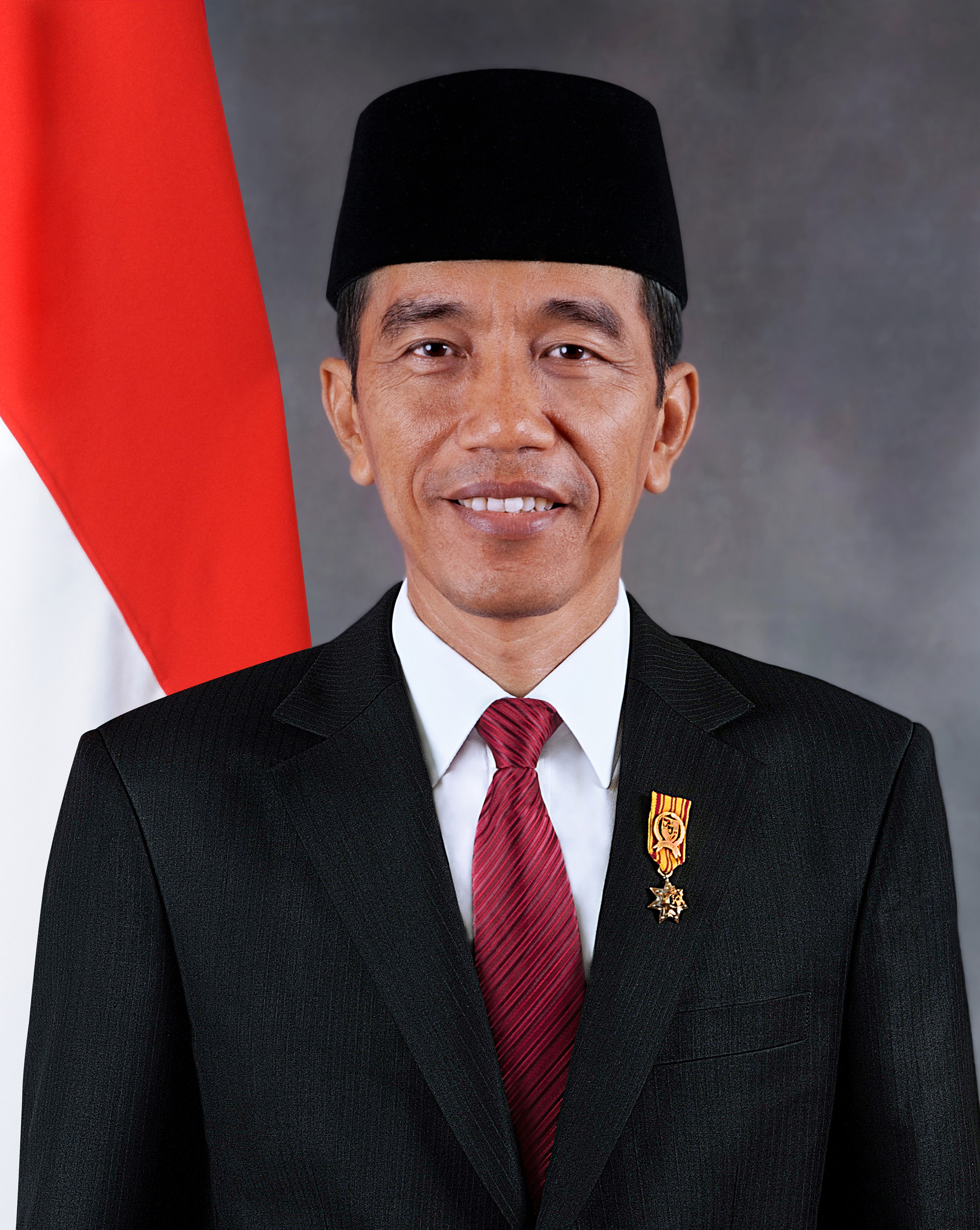
إندونيسيا جوكو ويدودو، رئيس
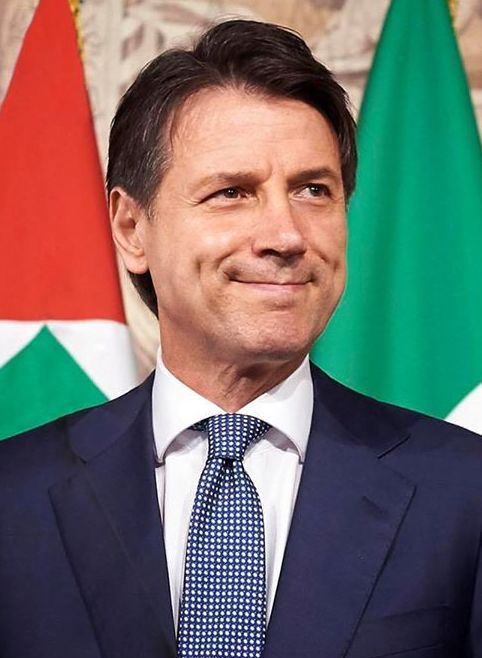
إيطاليا جوزيبي كونتي، رئيس وزراء
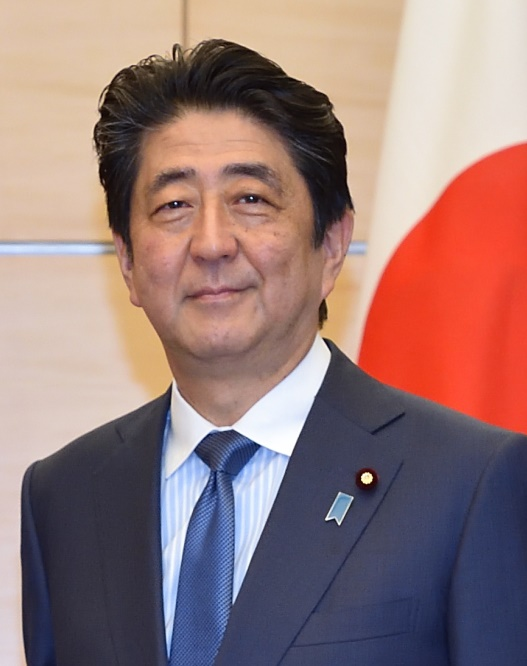
اليابان شينزو آبي، رئيس وزراء
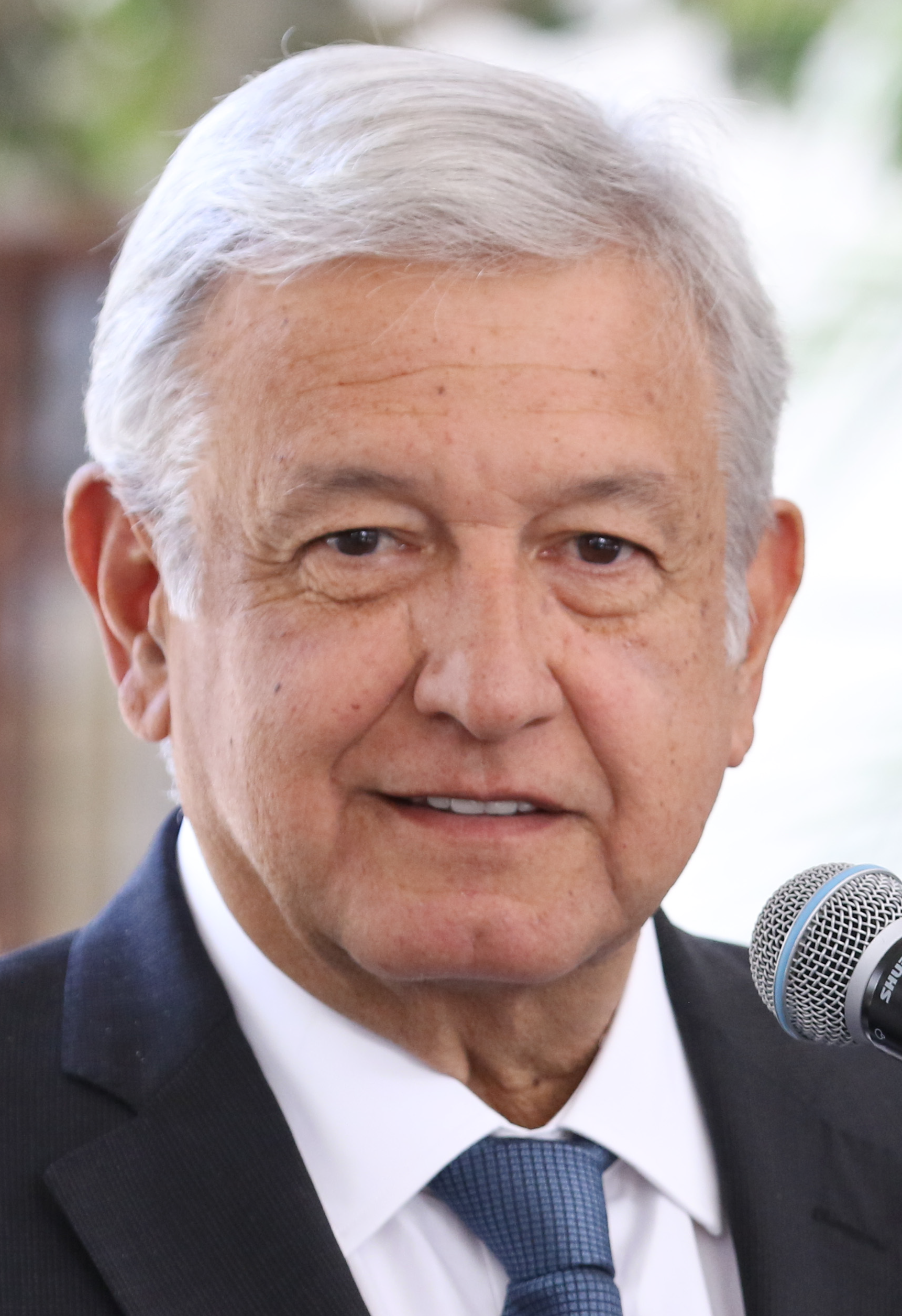
المكسيك أندريس مانويل لوبيس أوبرادور، رئيس
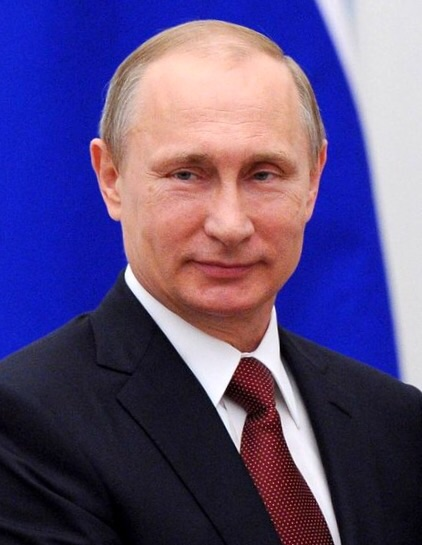
روسيا فلاديمير بوتين، رئيس
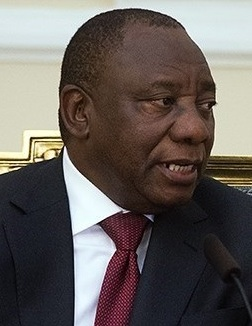
جنوب إفريقيا سيريل راموفوزا، رئيس
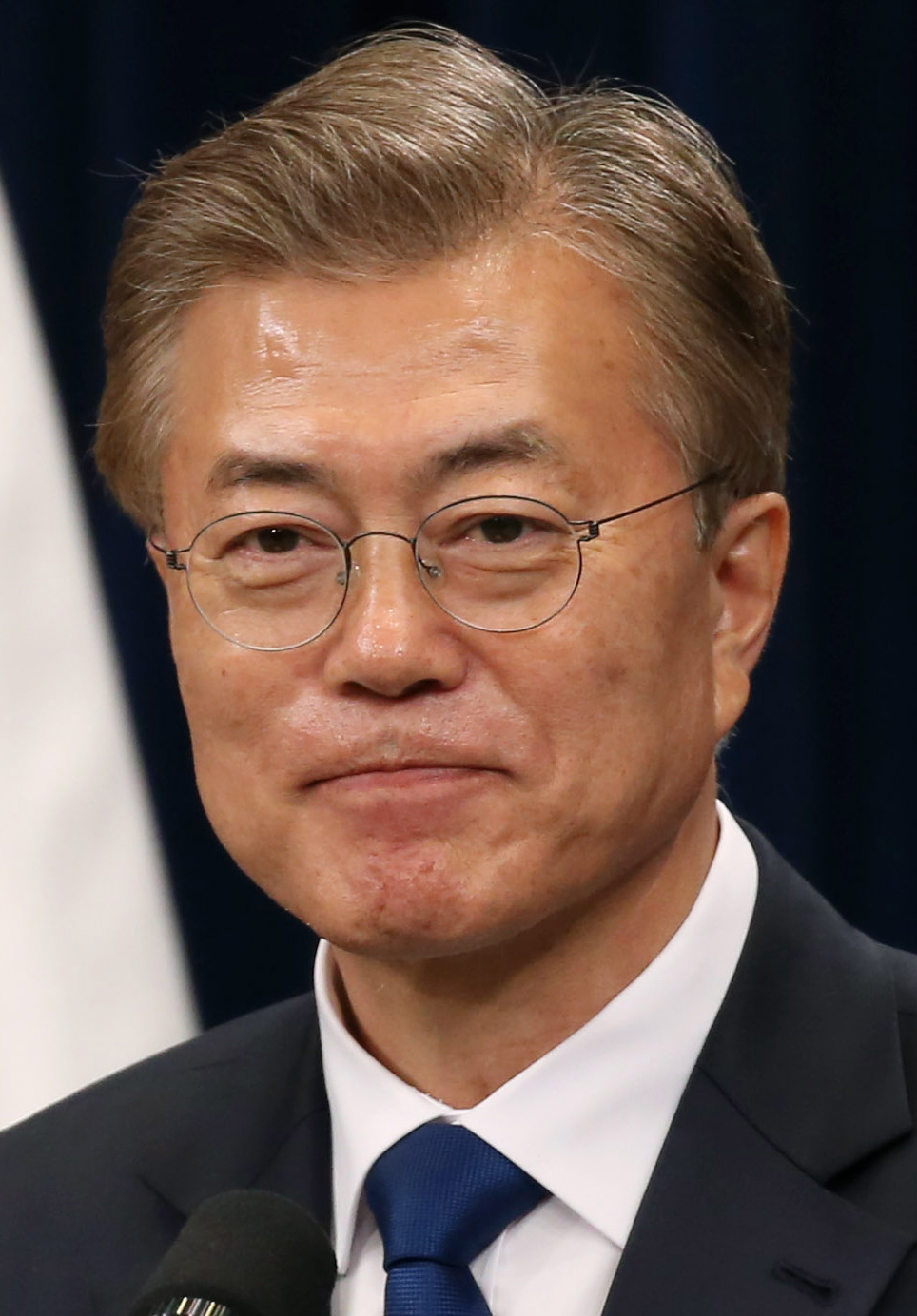
كوريا الجنوبية مون جاي إن، رئيس
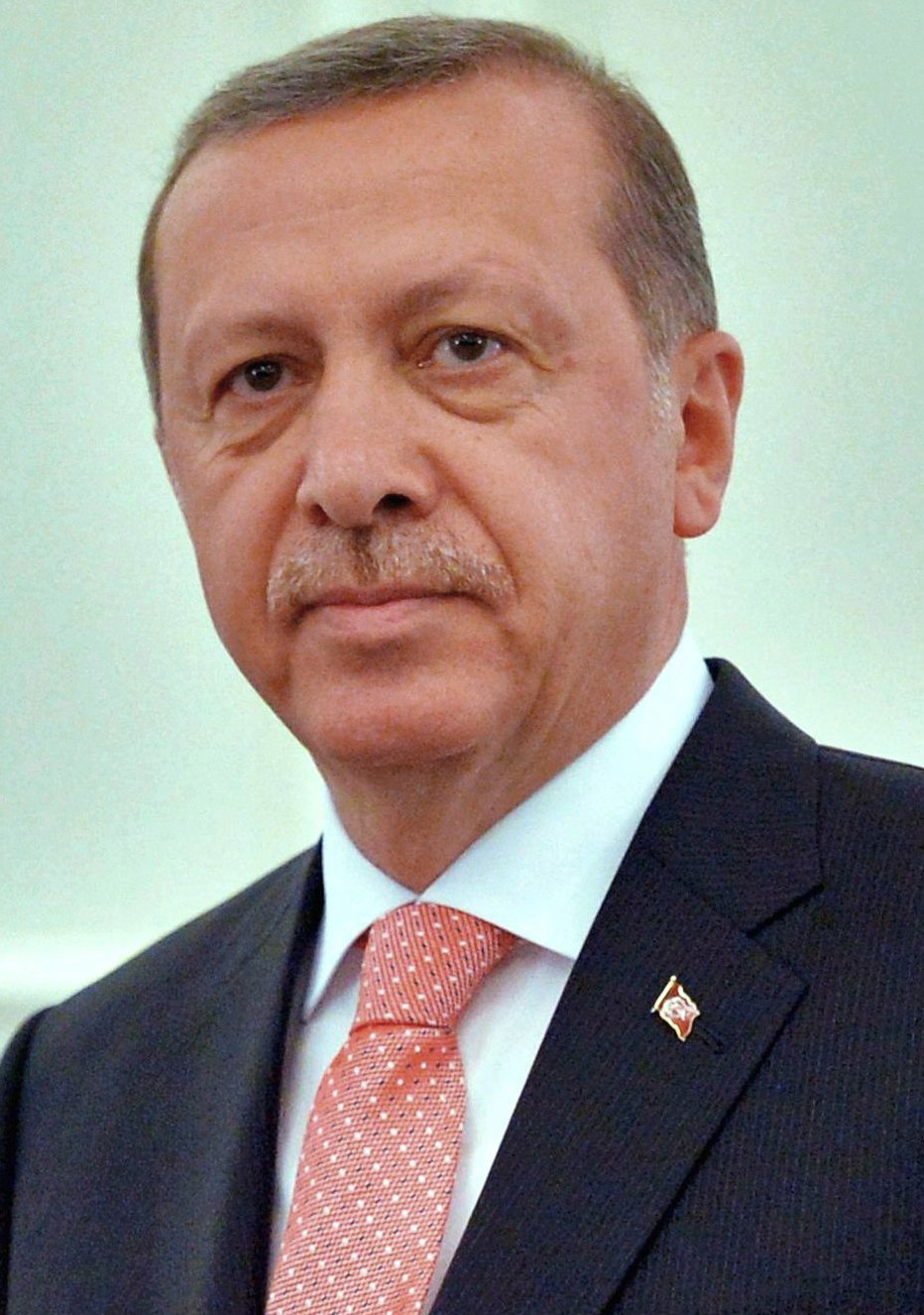
تركيا رجب طيب أردوغان، رئيس
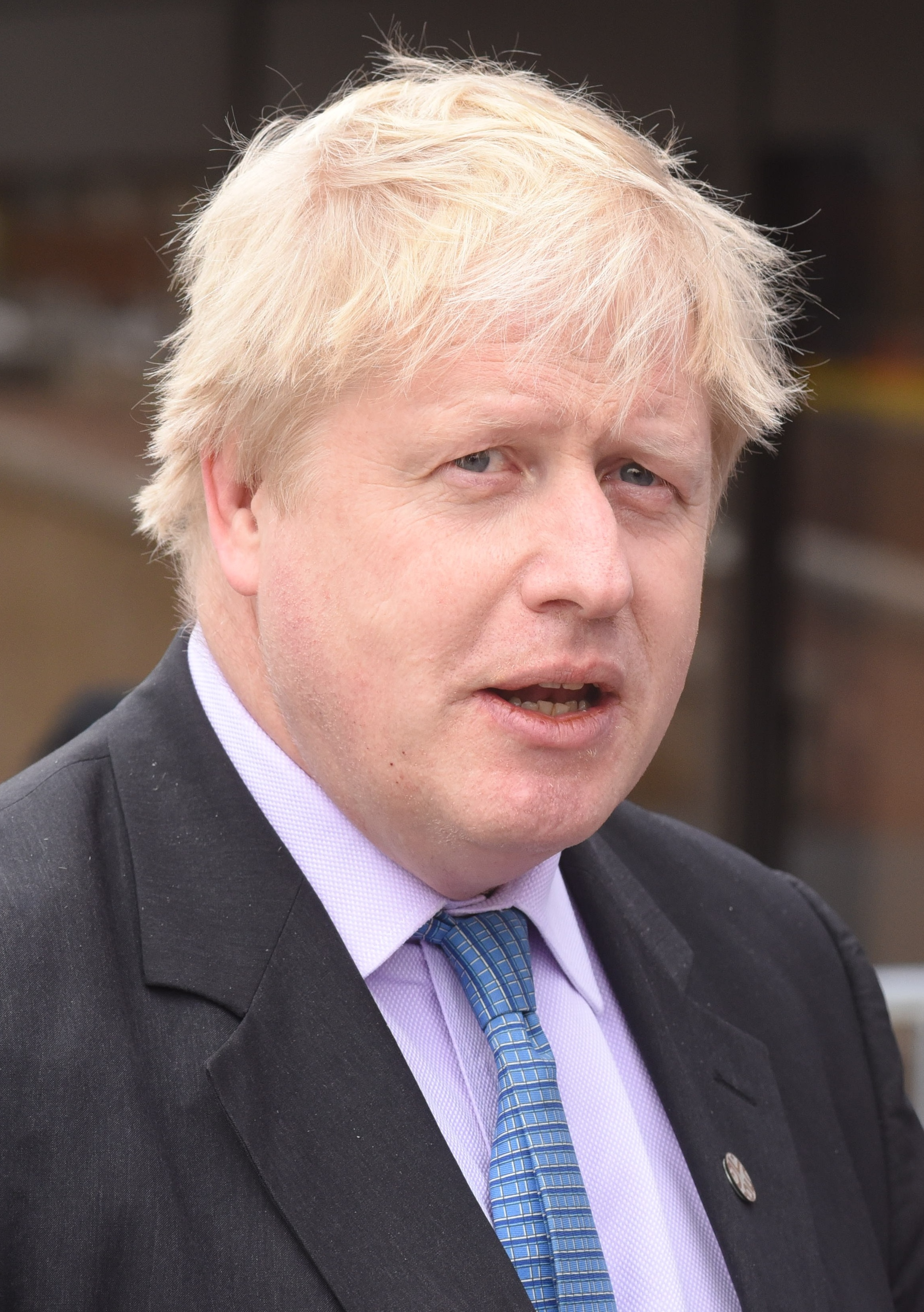
المملكة المتحدة بوريس جونسون، رئيس وزراء
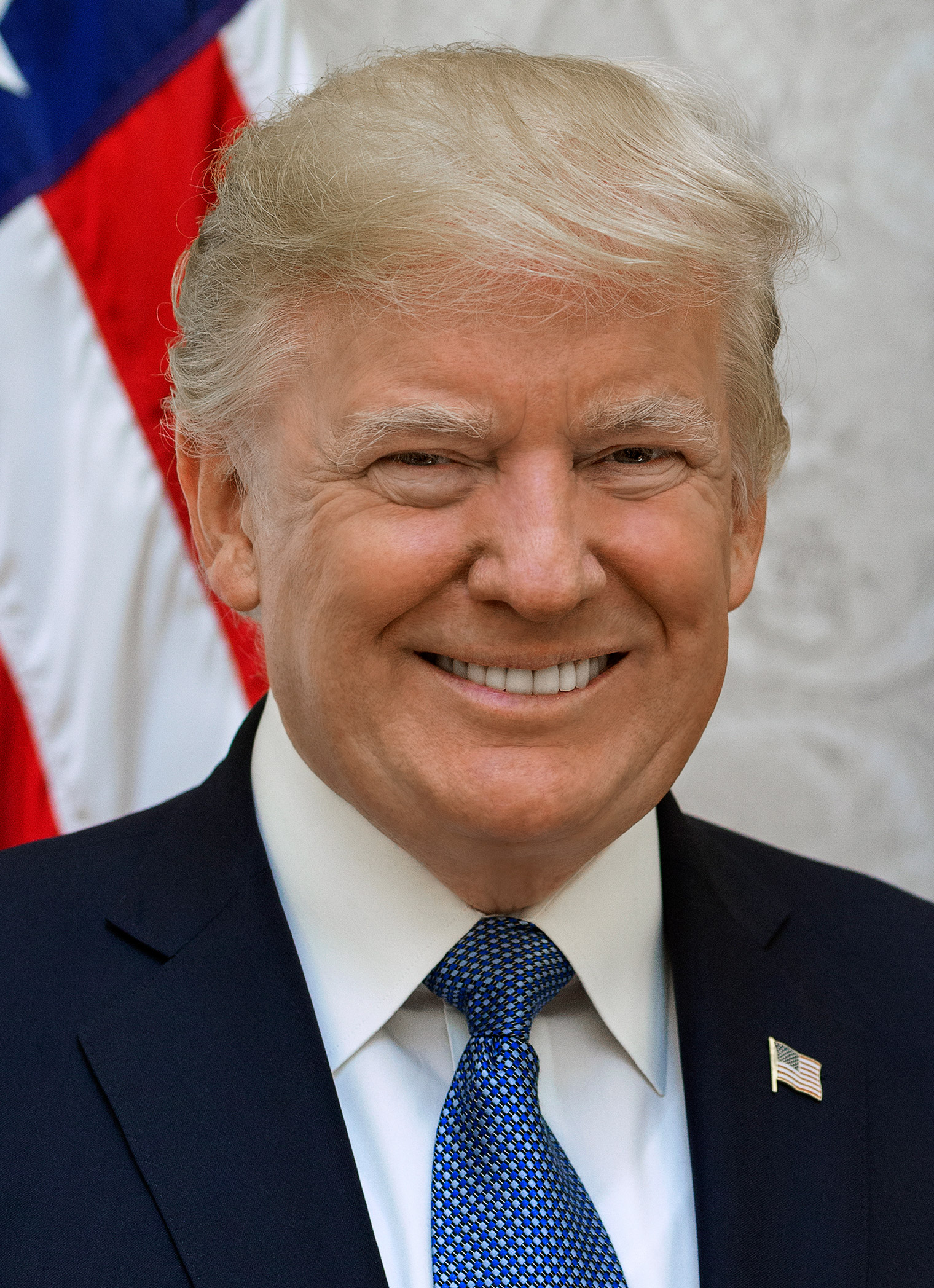
الولايات المتحدة دونالد ترامب، رئيس
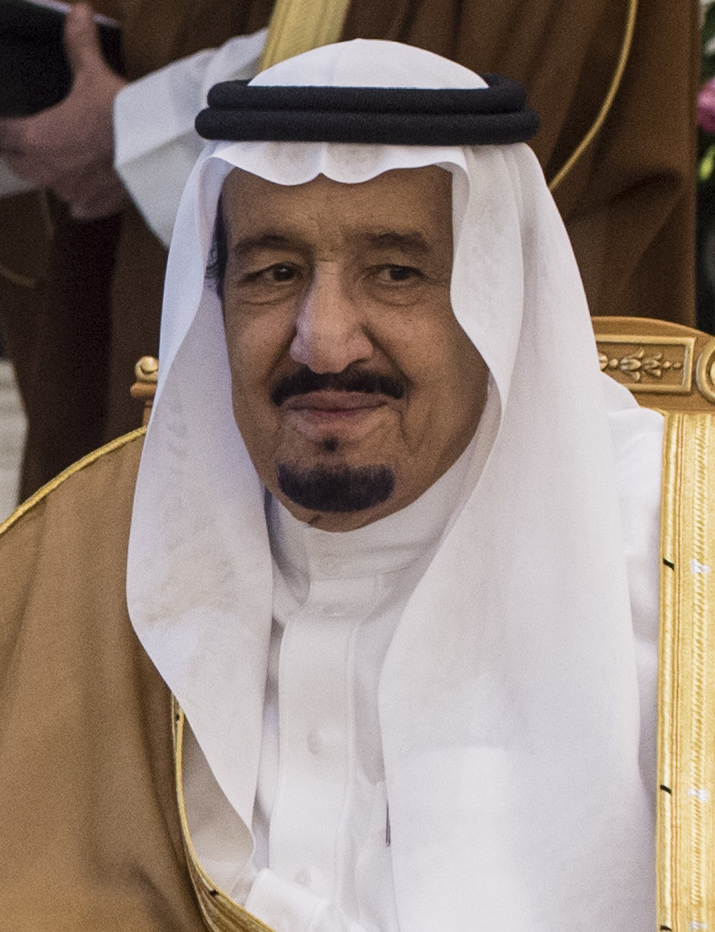
السعودية سلمان بن عبد العزيز آل سعود، ملك (مضيف)
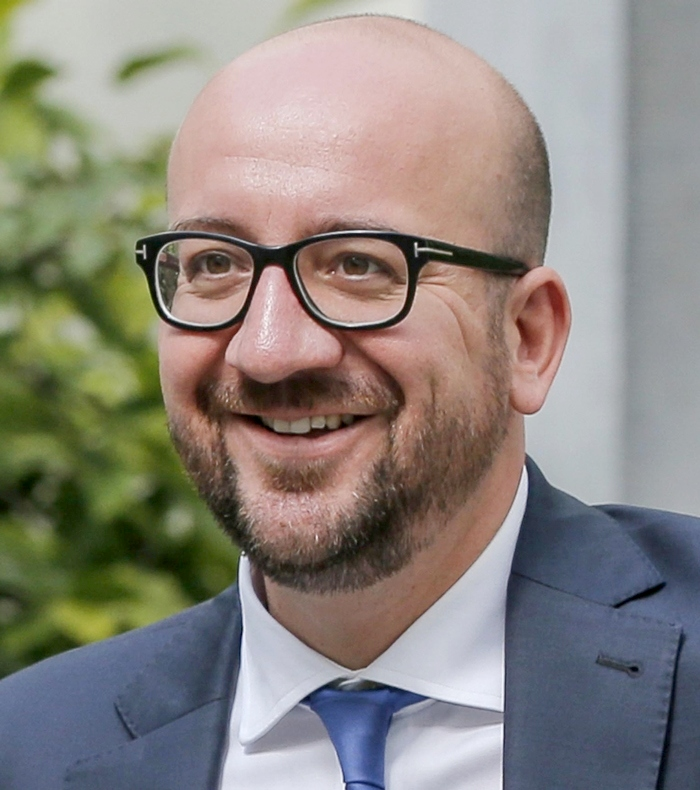
الاتحاد الأوروبي شارل ميشيل، رئيس المجلس الأوروبي
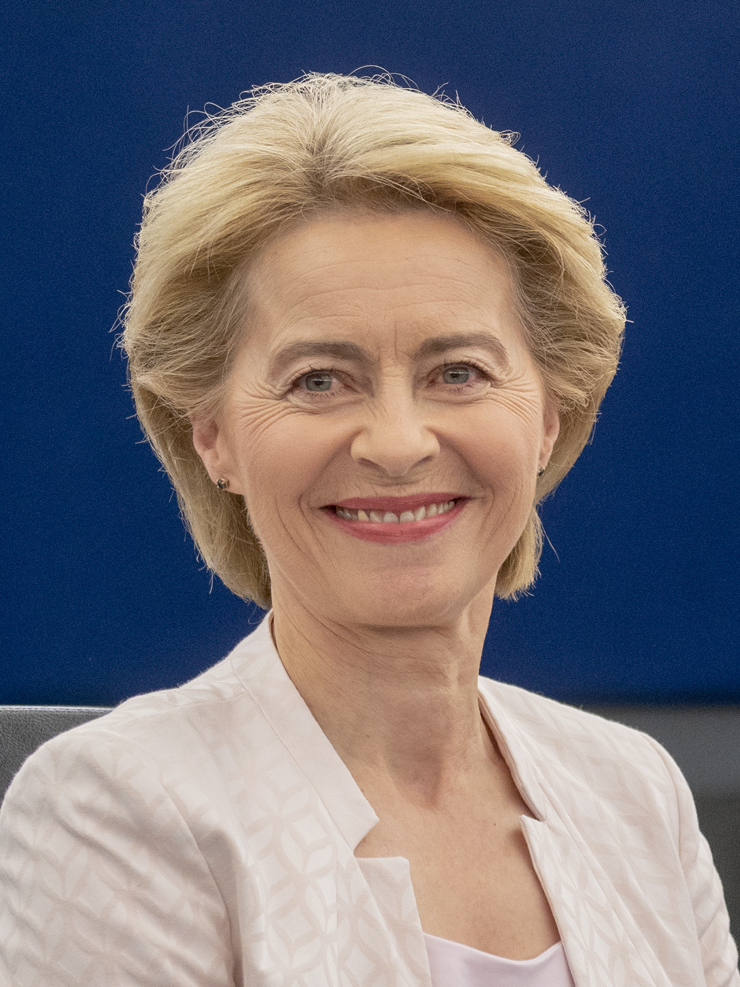
الاتحاد الأوروبي أورسولا فون دير لاين، رئيس المفوضية الأوروبية

### ضيوف مدعوون

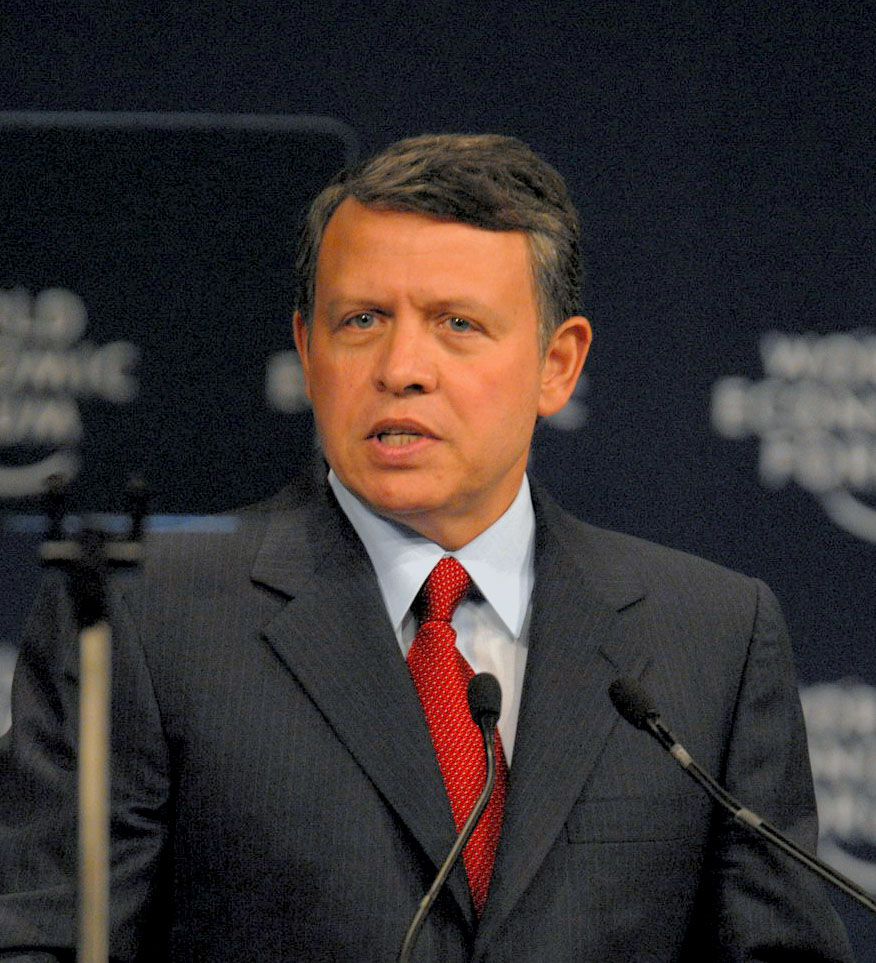
الأردن عبد الله الثاني بن الحسين، ملك، ضيف مدعو
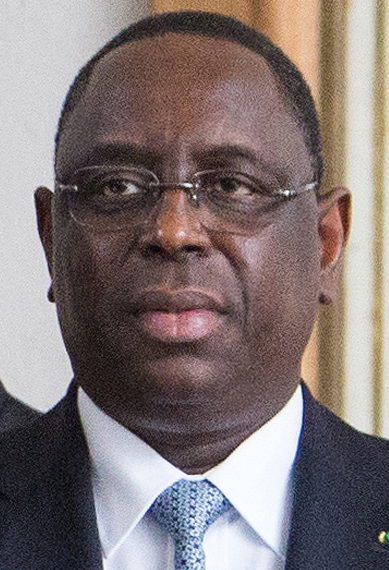
السنغال ماكي سال، رئيس، رئيس منظمة نيباد لعام 2020
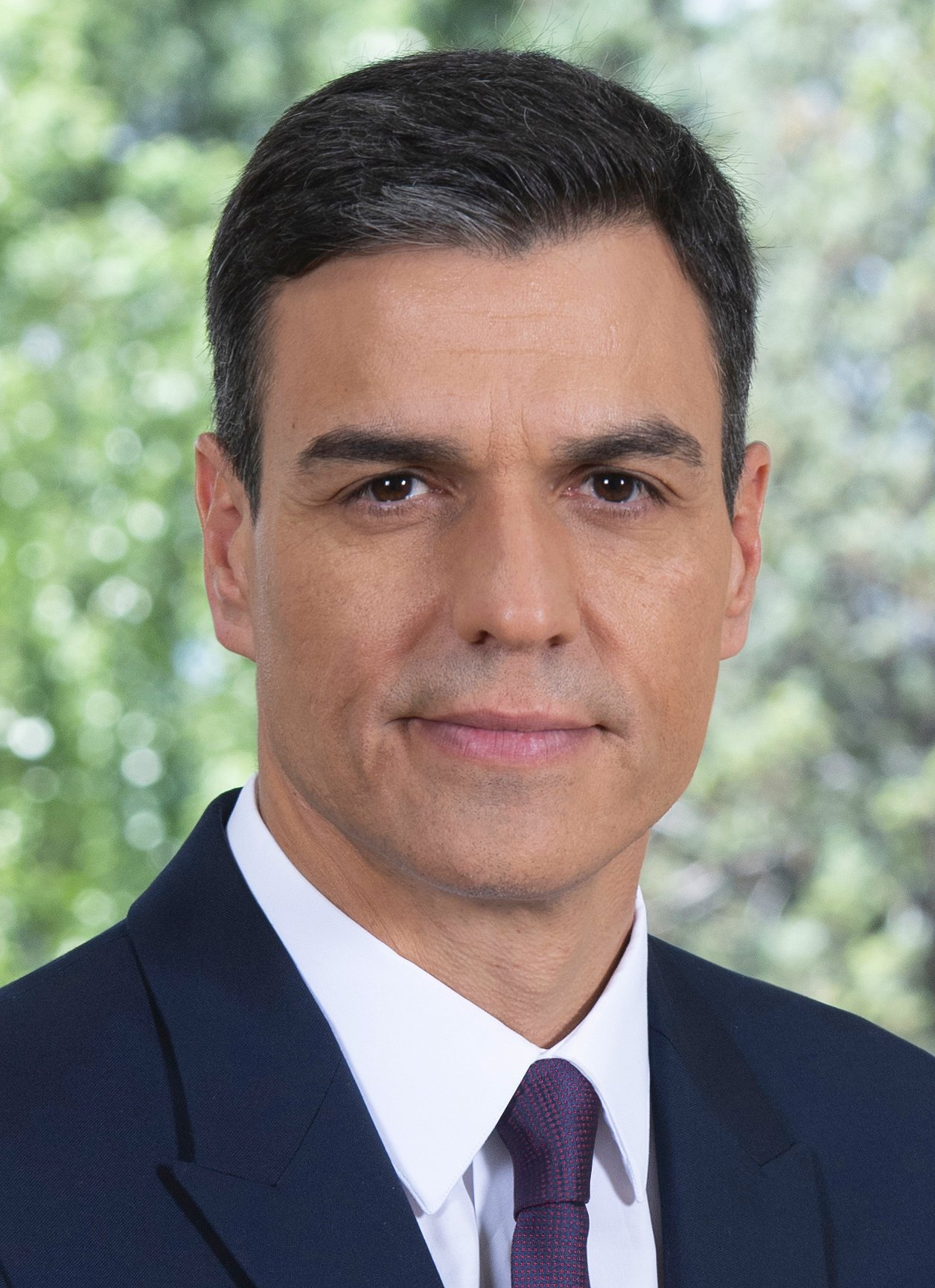
إسبانيا بيدرو سانشيز، رئيس وزراء إسبانيا ضيف مدعو دائم
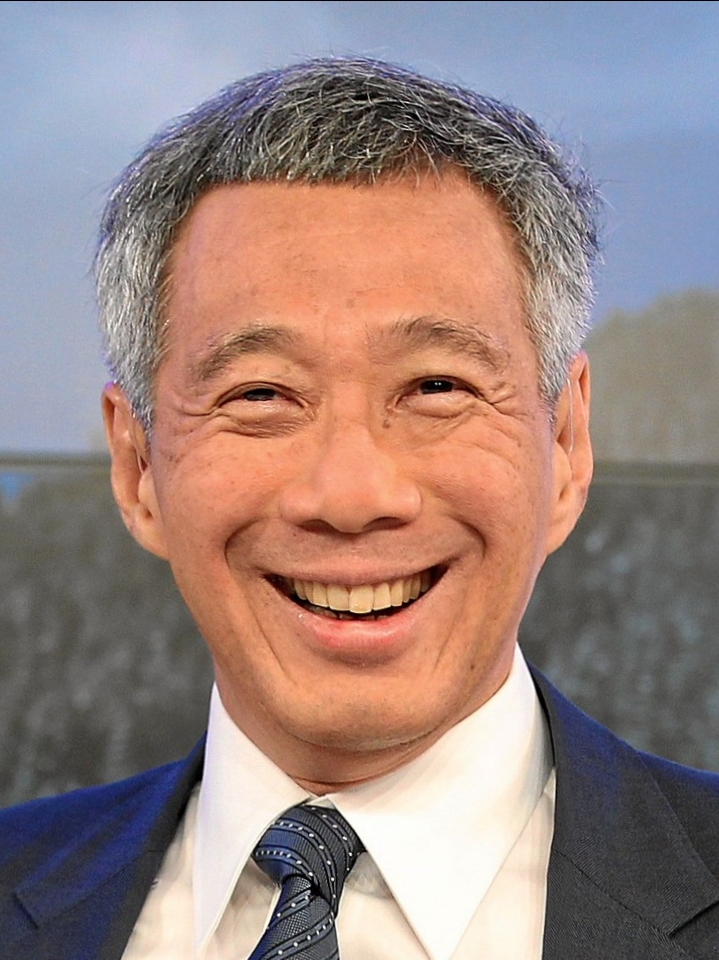
سنغافورة لي هسين لونغ، رؤساء وزراء سنغافورة ضيف مدعو
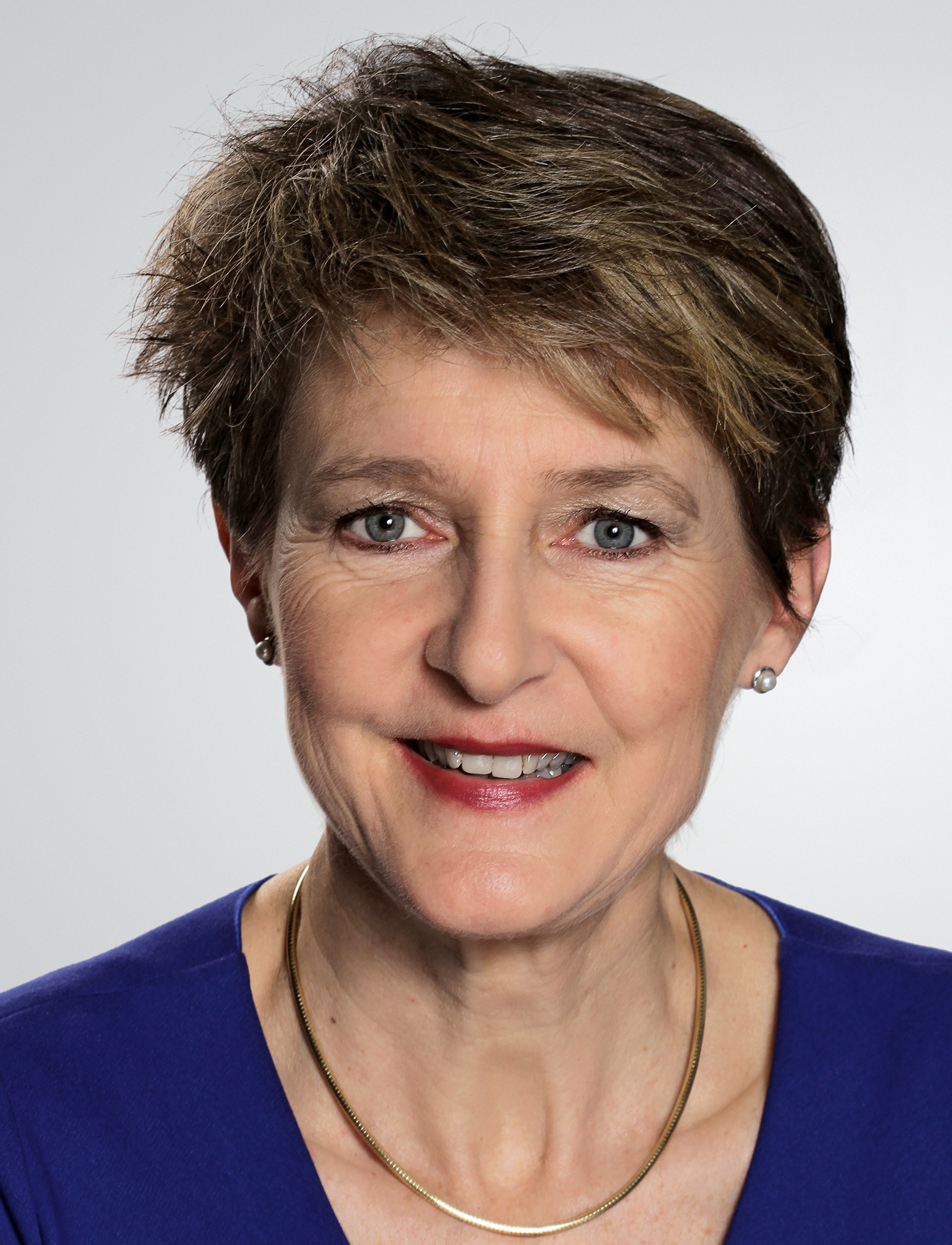
سويسرا سيمونيتا سوماروغا، رئيس الاتحاد السويسري ضيف مدعو
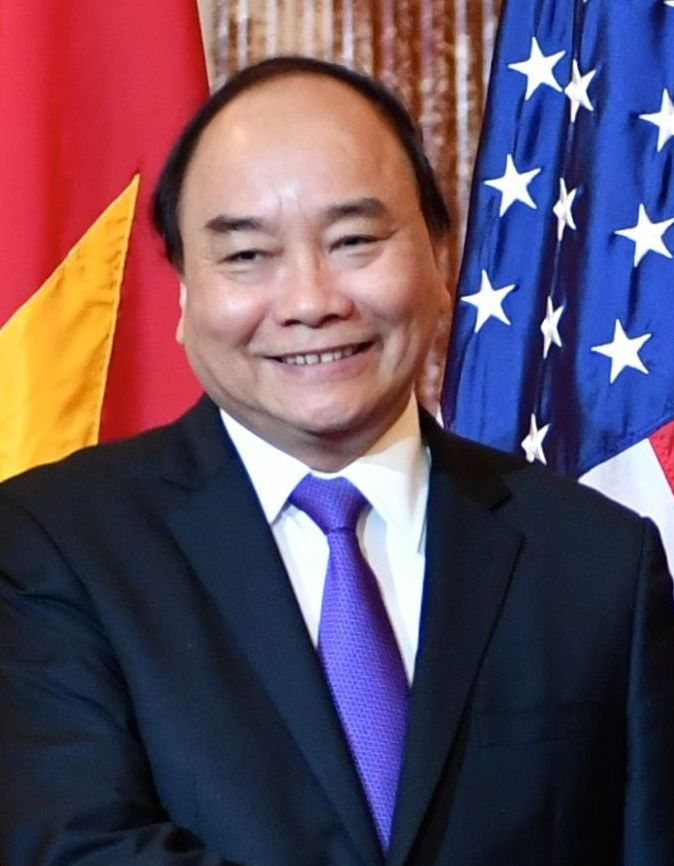
فيتنام نجوين شوان فوك، رئيس وزراء رئيس منظمة أسيان لعام 2020
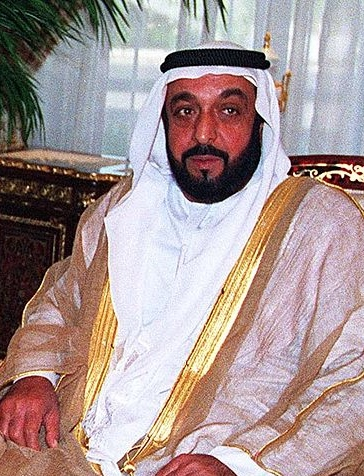
الإمارات العربية المتحدة خليفة بن زايد آل نهيان، رئيس الإمارات العربية المتحدة رئيس مجلس التعاون لدول الخليج العربية لعام 2020

## الشيربا السعودي

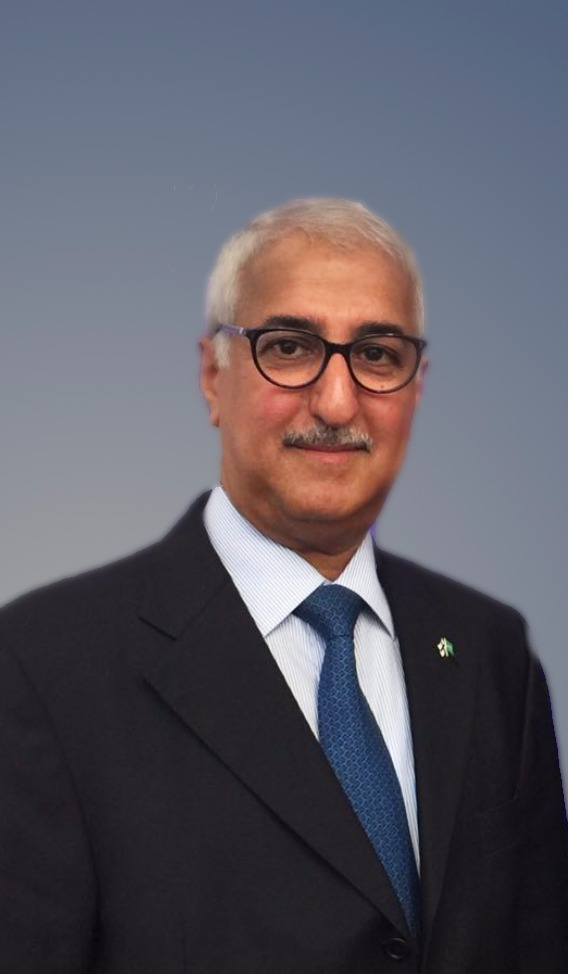
الوزير الدكتور فهد بن عبد الله المبارك

يعمل فهد بن عبد الله المبارك كوزير دولة وعضو مجلس الوزراء السعودي وهو أيضا الشيربا السعودي في قمة العشرين اعتباراُ من 8 و9 سبتمبر 2018. عمل المبارك أميناً عاماً للأمانة السعودية لقمة العشرين من 17 أغسطس 2017 وحتى 3 يوليو 2019. شغل المبارك أيضاً منصب مستشار في الديوان الملكي السعودي لمدة عامين 2017 و2018. قبل ذلك عمل المبارك محافظاً لمؤسسة النقد العربي السعودي ورئيساً لهيئة السوق المالية السعودية (تداول) وعضواً في مجلس الشورى وكذلك رئيساً ومديراً تنفيذياً لشركة «مورغان ستانلي» السعودية.

## القمة الاستثنائية
في 26 مارس 2020، عقد أعضاء مجموعة العشرين قمةً طارئةً عبر الفيديو حفاظًا على التباعد الاجتماعي وسط جائحة فيروس كورونا، وذلك من أجل التخطيط لاستجابة عالمية منسقة ضد الجائحة برئاسة الملك سلمان بن عبد العزيز، الذي يرأس قمة مجموعة العشرين 2020.
أكد بيان القمة الختامي التزام مجموعة العشرين ببذل كل ما يمكن للتغلب على هذه الجائحة، بالتعاون مع منظمة الصحة العالمية وصندوق النقد الدولي ومجموعة البنك الدولي والأمم المتحدة والمنظمات الدولية الأخرى، بناءً على الصلاحيات المخولة لها، من أجل: حماية الأرواح، والحفاظ على وظائف الأفراد ومداخيلهم، واستعادة الثقة، وحفظ الاستقرار المالي، وإنعاش النمو ودعم وتيرة التعافي القوي، وتقليل الاضطرابات التي تواجه التجارة وسلاسل الإمداد العالمية، وتقديم المساعدة لجميع الدول التي بحاجة للمساندة، تنسيق الإجراءات المتعلقة بالصحة العامة والتدابير المالية.

## الخلفية التاريخية
كانت المشاركة الأولى للمملكة العربية السعودية في اجتماعات قمة مجموعة العشرين في قمة واشنطن لعام 2008. بحلول ذلك الوقت، وكما عانى العالم من أزمة عالمية، كانت المملكة العربية السعودية العاشرة من حيث قيمة الثروة السيادية في العالم ولديها ثاني أكبر احتياطي للنفط في العالم. في البداية، كان دخول السعودية إلى مجموعة العشرين راجعا بالأساس إلى أهميتها الاقتصادية كقوة فعالة في سوق الطاقة العالمي.

### مجموعة العشرين والرؤية السعودية 2030
تتوافق الرؤية السعودية 2030 مع أولويات مجموعة العشرين، بما في ذلك تحقيق الاستقرار الاقتصادي الكلي، والتنمية المستدامة، وتمكين المرأة، وتعزيز رأس المال البشري، وزيادة تدفق التجارة والاستثمار. وهكذا، اكتسبت المملكة العربية السعودية ثقة عالمية بعد إعلان رؤيتها.

## الأحداث الموازية
استضافت السعودية قبل انعقاد القمة أكثر من 100 اجتماع ومؤتمر شملت اجتماعات وزارية واجتماعات لمسؤولين رسميين وممثلي مجموعات التواصل، وهي: مجموعة الأعمال (B20)، ومجموعة الشباب (Y20)، ومجموعة العمال (L20)، ومجموعة الفكر (T20)، ومجموعة المجتمع المدني (C20)، ومجموعة المرأة (W20)، ومجموعة العلوم (S20)، ومجموعة المجتمع الحضري (U20). وبادرت السعودية بعقد اجتماعات لـ (قادة اقتصاد الفضاء 20) ضمن مجموعات القمة الأساسية، بهدف مناقشة الأبعاد الاقتصادية لقطاع الفضاء.
على هامش القمة أيضًا، نظمت المملكة العربية السعودية اجتماعات وزارية تحضيرية وكذلك اجتماعات أخرى لكبار المسؤولين الحكوميين وممثلي القطاع الخاص والمنظمات غير الحكومية.

## أعمال سنة الرئاسة
جدول أعمال سنة الرئاسة المحدث اعتباراً من 10 نوفمبر 2020:

### 2019
| الأعمال                                                      | الفترة         | الموقع | مراجع         |
| ------------------------------------------------------------ | -------------- | ------ | ------------- |
| اجتماع الشربا الأول                                          | 4 - 5 ديسمبر   | الرياض | [ 12 ]        |
| ندوة مجموعة العشرين لتعزيز إتاحة الفرص                       | 5 ديسمبر       | الرياض | [ 13 ]        |
| الاجتماع الأول لوكلاء وزارات المالية ومحافظي البنوك المركزية | 6 - 7 ديسمبر   | الرياض | [ 14 ]        |
| اجتماع بلدان الجنوب والتعاون ثلاثي الأطراف                   | 9 ديسمبر       | الرياض | [ 15 ]        |
| الاجتماع الأول لمجموعة عمل التنمية                           | 10 - 11 ديسمبر | الرياض | [ 16 ]        |
| الاجتماع الأول لمجموعة عمل التعليم                           | 15 - 16 ديسمبر | الرياض | [ 17 ]        |
| ندوة الاستثمار في البنية التحتية                             | 17 ديسمبر      | الرياض | [ 18 ] [ 19 ] |
| الاجتماع الأول لمجموعة عمل البنية التحتية                    | 18 - 19 ديسمبر | الرياض | [ 19 ]        |

### 2020
| الأعمال | الفترة               | الموقع        | مراجع  |
| --- | -------------------- | ------------- | ------ |
| الاجتماع الأول لمجموعة عمل الإطار                                                                                  | 12 - 13 يناير        | الرياض        | [ 20 ] |
| تسريع التحول نحو أنظمة صحية مستدامة من خلال تعزيز الرعاية الصحية الحكيمة                                           | 13 يناير             | الرياض        | [ 21 ] |
| الاجتماع الأول لمجموعة عمل الصحة                                                                                   | 14 - 16 يناير        | الرياض        | [ 22 ] |
| الاجتماع المبدئي لمجموعة تواصل الأعمال                                                                             | 15 - 17 يناير        | الرياض        |        |
| الاجتماع المبدئي لمجموعة تواصل الفكر                                                                               | 19 - 20 يناير        | الرياض        |        |
| منتدى الشراكة العالمية للشمول المالي                                                                               | 22 يناير             | الرياض        |        |
| الاجتماع الأول للشراكة العالمية للشمول المالي                                                                      | 23 - 24 يناير        | الرياض        |        |
| الاجتماع الأول لنواب وزارة الزراعة                                                                                 | 26 - 27 يناير        | الرياض        |        |
| الاجتماع المبدئي لمجموعة تواصل المرأة                                                                              | 27 - 28 يناير        | الرياض        |        |
| اجتماع الاستجابة السريعة الخاص بمبادرة نظم معلومات السوق الزراعي                                                   | 28 يناير             | الرياض        | [ 23 ] |
| مؤتمر تطوير الأسواق المالية                                                                                        | 30 يناير             | الرياض        | [ 24 ] |
| الاجتماع الأول لمجموعة عمل الهيكل المالي العالمي                                                                   | 31 يناير             | الرياض        | [ 25 ] |
| الاجتماع الأول لفريق عمل الإقتصاد الرقمي                                                                           | 1 - 2 فبراير         | الرياض        | [ 26 ] |
| حوار الأمن السيبراني لمجموعة العشرين                                                                               | 3 فبراير             | الرياض        | [ 27 ] |
| الاجتماع الجانبي الأول لمكافحة الفساد                                                                              | 3 فبراير             | الرياض        |        |
| الاجتماع الأول لمجموعة عمل مكافحة الفساد                                                                           | 4 - 6 فبراير         | الرياض        |        |
| الاجتماع الأول لمجموعة عمل التوظيف                                                                                 | 4 - 6 فبراير         | جدة           |        |
| اجتماع كبار علماء الزراعة                                                                                          | 18 - 19 فبراير       | الخبر         |        |
| الاجتماع الثاني لوكلاء وزراء المالية ومحافظي البنوك المركزية                                                       | 20 - 21 فبراير       | الرياض        |        |
| ندوة الضرائب الدولية                                                                                               | 22 فبراير            | الرياض        |        |
| الاجتماع الأول لوزراء المالية ومحافظي البنوك المركزية                                                              | 22 - 23 فبراير       | الرياض        |        |
| ندوة تمكين التحول والابتكار في نظام الرعاية الصحية                                                                 | 29 فبراير            | جدة           |        |
| ورشة عمل حول الابتكار في تقنية الاقتصاد الدائري منخفض الكربون                                                      | 1 - 2 مارس           | الرياض        |        |
| الاجتماع الثاني لمجموعة عمل الصحة                                                                                  | 1 - 3 مارس           | جدة           |        |
| الاجتماع المبدئي لمجموعة تواصل الشباب                                                                              | 1 مارس               | الرياض        |        |
| ورشة للعمل على تقرير مجموعة العشرين للاقتصاد الدائري للكربون 1                                                     | 2 - 3 مارس           | الرياض        |        |
| ورشة عمل عن التحويل الحكومي وإحصاءات ديون القطاع العام                                                             | 2 - 3 مارس           | الرياض        |        |
| الاجتماع الأول لمجموعة عمل المناخ                                                                                  | 3 - 4 مارس           | الرياض        |        |
| الاجتماع الأول لنواب وزراء البيئة                                                                                  | 3 - 4 مارس           | الرياض        |        |
| ورشة عمل تعزيز الاستقرار في أسواق الطاقة                                                                           | 5 مارس               | الرياض        |        |
| ورشة عمل حول الاقتصاد الدائري منخفض الكربون “التقليل وإعادة الاستخدام وإعادة التدوير والإزالة”                     | 5 - 6 مارس           | الرياض        |        |
| ورشة عمل حول تعزيز التعاون المؤسسي من أجل الحصول على الطاقة                                                        | 6 مارس               | الرياض        |        |
| الاجتماع الأول لمجموعة عمل الطاقة المستدامة                                                                        | 7 - 8 مارس           | الرياض        |        |
| الاجتماع الأول لمجموعة عمل التجارة والاستثمار                                                                      | 8 - 9 مارس           | الخبر         |        |
| اجتماع الشربا الثاني                                                                                               | 11 - 12 مارس         | الخبر         |        |
| الاجتماع الاستثنائي الأول لوزراء المالية ومحافظي البنوك المركزية                                                   | 23 مارس              | اجتماع عن بعد |        |
| الاجتماع الاستثنائي الأول للشربا                                                                                   | 25 مارس              | اجتماع عن بعد |        |
| قمة القادة الافتراضية الإستثنائية                                                                                  | 26 مارس              | اجتماع عن بعد |        |
| إنطلاق مجموعة التواصل للعلوم                                                                                       | 30 مارس              | اجتماع عن بعد |        |
| الاجتماع الاستثنائي لوزراء التجارة والاستثمار                                                                      | 30 مارس              | اجتماع عن بعد |        |
| الاجتماع الاستثنائي الثاني لوزراء المالية ومحافظي البنوك المركزية                                                  | 31 مارس              | اجتماع عن بعد |        |
| الاجتماع الثاني لفريق عمل الاقتصاد الرقمي                                                                          | 1 - 2 أبريل          | اجتماع عن بعد |        |
| الاجتماع الاستثنائي الأول لمجموعة عمل الهيكل المالي العالمي                                                        | 1 أبريل              | اجتماع عن بعد |        |
| الاجتماع الأول لمجموعة عمل السياحة                                                                                 | 6 - 7 أبريل          | اجتماع عن بعد |        |
| الاجتماع الثاني لمجموعة عمل الإطار                                                                                 | 7 أبريل              | اجتماع عن بعد |        |
| الاجتماع الثاني لمجموعة عمل التوظيف                                                                                | 8 أبريل              | اجتماع عن بعد |        |
| الاجتماع الاستثنائي الثاني لمجموعة عمل الهيكل المالي العالمي                                                       | 8 أبريل              | اجتماع عن بعد |        |
| الاجتماع الثاني لمجموعة عمل البنية التحتية                                                                         | 9 أبريل              | اجتماع عن بعد |        |
| الاجتماع الأول لمبادرة تمكين المرأة وتعزيز تقدمها وتمثيلها الاقتصادي                                               | 9 أبريل              | اجتماع عن بعد |        |
| الاجتماع الاستثنائي لوزراء الطاقة                                                                                  | 10 أبريل             | اجتماع عن بعد |        |
| الاجتماع الاستثنائي الثالث لمجموعة عمل الهيكل المالي العالمي                                                       | 10 أبريل             | اجتماع عن بعد |        |
| الاجتماع الثالث لوكلاء وزراء المالية ومحافظي البنوك المركزية                                                       | 14 أبريل             | اجتماع عن بعد |        |
| الاجتماع الثاني لوزراء المالية ومحافظي البنوك المركزية                                                             | 15 أبريل             | اجتماع عن بعد |        |
| الاجتماع الثالث لمجموعة عمل الصحة                                                                                  | 17 أبريل             | اجتماع عن بعد |        |
| ورشة للعمل على تقرير مجموعة العشرين للاقتصاد الدائري للكربون 2                                                     | 19 - 20 أبريل        | اجتماع عن بعد |        |
| اجتماع وزراء الصحة                                                                                                 | 19 أبريل             | اجتماع عن بعد |        |
| الاجتماع الاستثنائي لوزراء الزراعة                                                                                 | 21 أبريل             | اجتماع عن بعد |        |
| الاجتماع الاستثنائي لمجموعة عمل التجارة والاستثمار                                                                 | 22 أبريل             | اجتماع عن بعد |        |
| الاجتماع الاستثنائي لوزراء العمل                                                                                   | 23 أبريل             | اجتماع عن بعد |        |
| الاجتماع الاستثنائي لوزرا ء السياحة                                                                                | 24 أبريل             | اجتماع عن بعد |        |
| الإجتماع الاستثنائي لوزراء الإقتصاد الرقمي                                                                         | 30 أبريل             | اجتماع عن بعد |        |
| ورشة عمل الإقتصاد الرقمي لمجموعة العشرين                                                                           | 4 مايو               | اجتماع عن بعد |        |
| الإجتماع الأول لوكلاء المياه                                                                                       | 13 مايو              | اجتماع عن بعد |        |
| الاجتماع الاستثنائي الثاني لوزراء التجارة والاستثمار لمجموعة العشرين                                               | 14 مايو              | اجتماع عن بعد |        |
| الإجتماع الاستثنائي الرابع لمجموعة عمل الهيكل المالي العالمي                                                       | 28 مايو              | اجتماع عن بعد |        |
| حوار مجموعة العشرين حول الذكاء الإصطناعي                                                                           | 1 يونيو              | اجتماع عن بعد |        |
| الاجتماع الثالث لفريق عمل الاقتصاد الرقمي                                                                          | 3 - 4 يونيو          | اجتماع عن بعد |        |
| الاجتماع الثالث لمجموعة عمل الإطار                                                                                 | 8 يونيو              | اجتماع عن بعد |        |
| الاجتماع الثالث لمجموعة عمل البنية التحتية                                                                         | 9 يونيو              | اجتماع عن بعد |        |
| اجتماع فريق عمل الاقتصاد الرقمي الأول لصياغة البيان الوزاري                                                        | 10 يونيو             | اجتماع عن بعد |        |
| ورشة عمل حول تأثير كوفيد-19 على التعافي الإقتصادي المستدام                                                         | 13 يونيو             | اجتماع عن بعد |        |
| ورشة للعمل على تقرير مجموعة العشرين للاقتصاد الدائري للكربون 3                                                     | 14 يونيو             | اجتماع عن بعد |        |
| ورشة عمل التمويل لتحقيق أهداف التنمية المستدامة                                                                    | 16 يونيو             | اجتماع عن بعد |        |
| الاجتماع الثاني لمجموعة عمل التنمية                                                                                | 17 - 18 يونيو        | اجتماع عن بعد |        |
| الاجتماع الأول لمجموعة الطاقة المتخصصة على المدى القصير                                                            | 18 يونيو             | اجتماع عن بعد |        |
| ورشة عمل عن تبادل المنافع بين التكيف والتخفيف                                                                      | 20 يونيو             | اجتماع عن بعد |        |
| الاجتماع الثاني لمجموعة عمل الهيكل المالي العالمي                                                                  | 23 - 24 يونيو        | اجتماع عن بعد |        |
| الاجتماع الثاني لمبادرة تمكين المرأة وتعزيز تقدمها وتمثيلها الاقتصادي                                              | 24 يونيو             | اجتماع عن بعد |        |
| الاجتماع الثاني للشراكة العالمية للشمول المالي                                                                     | 25 - 26 يونيو        | اجتماع عن بعد |        |
| مبادرة الرياض لمستقبل منظمة التجارة العالمية                                                                       | 25 يونيو             | اجتماع عن بعد |        |
| الإجتماع الاستثنائي لوزراء التعليم                                                                                 | 27 يونيو             |               |        |
| الاجتماع الثاني لمجموعة عمل التجارة والاستثمار                                                                     | 28 - 29 يونيو        | اجتماع عن بعد |        |
| اجتماع فريق عمل الاقتصاد الرقمي الثاني لصياغة البيان الوزاري                                                       | 29 - 30 يونيو        | اجتماع عن بعد |        |
| ورشة عمل حول الاقتصاد الدائري منخفض الكربون وتمكين آليات من أجل “التقليل وإعادة الاستخدام وإعادة التدوير والإزالة” | 1 يوليو              | اجتماع عن بعد |        |
| الاجتماع الثاني لمجموعة عمل السياحة                                                                                | 2 - 3 يوليو          | اجتماع عن بعد |        |
| ورشة عمل حول تسريع تطبيق الإقتصاد الدائري للكربون                                                                  | 2 يوليو              | اجتماع عن بعد |        |
| ورشة عمل أمن الطاقة واستقرار الأسواق                                                                               | 5 يوليو              | اجتماع عن بعد |        |
| ورشة عمل حول إزالة الكربون - الحلول القائمة على الطبيعة                                                            | 6 يوليو              | اجتماع عن بعد |        |
| الإجتماع الثاني لمجموعة عمل التعليم                                                                                | 7 - 8 يوليو          | اجتماع عن بعد |        |
| الاجتماع الرابع لمجموعة عمل الإطار                                                                                 | 7 - 8 يوليو          | اجتماع عن بعد |        |
| ورشة عمل مجموعة العشرين حول سبل الوصول للطاقة عالمياً                                                               | 9 يوليو              | اجتماع عن بعد |        |
| الاجتماع الثاني لوكلاء المياه                                                                                      | 10 يوليو             | اجتماع عن بعد |        |
| التلوث البحري بالمخلفات البلاستيكية ورفع قدرة الشعب لمرجانية حو العالم على التكيف                                  | 12 يوليو             | اجتماع عن بعد |        |
| الإجتماع الثاني لوكلاء البيئة                                                                                      | 13 - 16 يوليو        | اجتماع عن بعد |        |
| ورشة عمل الإقتصاد الدائري للكربون حول إدارة الإنبعاثات في قطاع الصناعة                                             | 13 يوليو             | اجتماع عن بعد |        |
| اجتماع صياغة البيان الوزاري للتمويل لتحقيق أهداف التنمية المستدامة                                                 | 15 -                 | اجتماع عن بعد |        |
| الاجتماع الرابع لوكلاء وزراء المالية ومحافظي البنوك المركزية                                                       | 16 - 17 يوليو        | اجتماع عن بعد |        |
| الاجتماع الثالث لوزراء المالية ومحافظي البنوك المركزية                                                             | 18 يوليو             | اجتماع عن بعد |        |
| الاجتماع الثاني لمجموعة الطاقة المتخصصة على المدى القصير                                                           | 19 يوليو             | اجتماع عن بعد |        |
| الاجتماع الثاني لمجموعة عمل المناخ                                                                                 | 20 - 21 يوليو        | اجتماع عن بعد |        |
| الاجتماع الرابع لفريق عمل الاقتصاد الرقمي                                                                          | 20 - 21 يوليو        | اجتماع عن بعد |        |
| الاجتماع الثاني لمجموعة عمل الطاقة المستدامة                                                                       | 22 - 23 يوليو        | اجتماع عن بعد |        |
| اجتماع وزراء الاقتصاد الرقمي                                                                                       | 22 - 23 يوليو        | اجتماع عن بعد |        |
| الإجتماع الاستثنائي الثاني للشربا                                                                                  | 24 يوليو             | اجتماع عن بعد |        |
| الاجتماع الثالث لمجموعة عمل التوظيف                                                                                | 19 - 20 أغسطس        | اجتماع عن بعد |        |
| حوار مجموعة العشرين حول قضايا المياة                                                                               | 24 أغسطس             | اجتماع عن بعد |        |
| ورشة عمل حول مخرجات مجموعة عمل الطاقة المستدامة                                                                    | 25 - 26 أغسطس        | اجتماع عن بعد |        |
| الاجتماع الأول لمجموعة عمل التجارة والإستثمار لصياغة البيان الوزاري                                                | 25 أغسطس             | اجتماع عن بعد |        |
| ورشة عمل مخرجات مجموعة عمل المناخ                                                                                  | 27 أغسطس             | اجتماع عن بعد |        |
| الاجتماع الثالث لمبادرة تمكين المرأة وتعزيز تقدمها وتمثيلها الاقتصادي                                              | 28 أغسطس             | اجتماع عن بعد |        |
| اجتماع مذكرة مفاهيم تدهور الأراضي والشعب المرجانية                                                                 | 30 - 31 أغسطس        | اجتماع عن بعد |        |
| الإجتماع الثالث لمجموعة عمل التطوير                                                                                | 1 - 2 سبتمبر         | اجتماع عن بعد |        |
| الاجتماع الثالث لمجموعة عمل التعليم                                                                                | 3 - 4 سبتمبر         | اجتماع عن بعد |        |
| الاجتماع الثالث لمجموعة الطاقة المتخصصة على المدى القصير                                                           | 3 سبتمبر             | اجتماع عن بعد |        |
| الإجتماع الاستثنائي لوزراء خارجية مجموعة العشرين                                                                   | 3 سبتمبر             | اجتماع عن بعد |        |
| اجتماع وزراء التعليم                                                                                               | 5 سبتمبر             | اجتماع عن بعد |        |
| الاجتماع الثاني لمجموعة عمل مكافحة الفساد                                                                          | 7 - 10 سبتمبر        | اجتماع عن بعد |        |
| الإجتماع الرابع لمجموعة عمل التوظيف                                                                                | 7 - 8 سبتمبر         | اجتماع عن بعد |        |
| اجتماع القمة لمجموعة تواصل العمل                                                                                   | 7 - 8 سبتمبر         | اجتماع عن بعد |        |
| اجتماع البيئة لصياغة البيان الوزاري                                                                                | 8 - 9 سبتمبر         | اجتماع عن بعد |        |
| الاجتماع الثاني لوكلاء الزراعة والمياة                                                                             | 10 - 11 سبتمبر       | اجتماع عن بعد |        |
| اجتماع وزراء العمل                                                                                                 | 10 سبتمبر            | اجتماع عن بعد |        |
| الإجتماع الاستثنائي الخامس لمجموعة عمل الهيكل المالي العالمي                                                       | 10 سبتمبر            | اجتماع عن بعد |        |
| الاجتماع الثاني لمجموعة عمل التجارة والإستثمار لصياغة البيان الوزاري                                               | 11 سبتمبر            | اجتماع عن بعد |        |
| اجتماع وزراء الزراعة والمياة                                                                                       | 12 سبتمبر            | اجتماع عن بعد |        |
| الاجتماع الثالث لنواب وزراء البيئة                                                                                 | 14 - 15 سبتمبر       | اجتماع عن بعد |        |
| الإجتماع المشترك لوكلاء المالية والصحة بمجموعة العشرين                                                             | 14 - 16 سبتمبر       | اجتماع عن بعد |        |
| اجتماع رؤساء الوفود لمجموعة عمل التجارة والإستثمار لصياغة البيان الوزاري                                           | 15 سبتمبر            | اجتماع عن بعد |        |
| اجتماع وزراء البيئة                                                                                                | 16 سبتمبر            | اجتماع عن بعد |        |
| الإجتماع المشترك لوزاراء المالية والصحة بمجموعة العشرين                                                            | 17 سبتمبر            | اجتماع عن بعد |        |
| الجتماع الثاني لمجموعة عمل استدامة الطاقة لمناقشة مخرجات المجموعة والبيان الختامي                                  | 17 - 19 سبتمبر       | اجتماع عن بعد |        |
| الاجتماع الثالث لمجموعة عمل المناخ                                                                                 | 19 - 21 سبتمبر       | اجتماع عن بعد |        |
| الاجتماع الثالث لمجموعة عمل التجارة والاستثمار                                                                     | 20 - 21 سبتمبر       | اجتماع عن بعد |        |
| الاجتماع الثالث لمجموعة عمل الهيكل المالي العالمي                                                                  | 22 سبتمبر            | اجتماع عن بعد |        |
| اجتماع وزراء التجارة                                                                                               | 22 سبتمبر            | اجتماع عن بعد |        |
| الاجتماع الثالث لمجموعة عمل الطاقة المستدامة                                                                       | 23 - 25 سبتمبر       | اجتماع عن بعد |        |
| الاجتماع الخامس لمجموعة عمل الإطار                                                                                 | 24 سبتمبر            | اجتماع عن بعد |        |
| اجتماع القمة لمجموعة تواصل العلوم                                                                                  | 25 - 26 سبتمبر       | اجتماع عن بعد |        |
| الإجتماع الاستثنائي السادس لمجموعة عمل الهيكل المالي العالمي                                                       | 25 سبتمبر            | اجتماع عن بعد |        |
| اجتماع وزراء الطاقة                                                                                                | 27 - 28 سبتمبر       | اجتماع عن بعد |        |
| الإجتماع الرابع لمجموعة عمل البنية التحتية                                                                         | 28 سبتمبر            | اجتماع عن بعد |        |
| اجتماع الشربا الثالث                                                                                               | 29 - 30 سبتمبر       | اجتماع عن بعد |        |
| قمة الحضارة لمجموعة تواصل العشرين                                                                                  | 30 سبتمبر - 2 أكتوبر | اجتماع عن بعد |        |
| الإجتماع الثالث للشراكة العالمية للشمول المالي                                                                     | 2 أكتوبر             | اجتماع عن بعد |        |
| اجتماع القمة لمجموعة تواصل المجتمع المدني                                                                          | 6 - 10 أكتوبر        | اجتماع عن بعد |        |
| الإجتماع الثالث لمجموعة عمل السياحة                                                                                | 6 أكتوبر             | اجتماع عن بعد |        |
| مجموعة عمل النقل                                                                                                   | 7 أكتوبر             | اجتماع عن بعد |        |
| فعالية القطاعين العام والخاص للسياحه                                                                               | 7 أكتوبر             | اجتماع عن بعد |        |
| اجتماع وزراء السياحة                                                                                               | 7 أكتوبر             | اجتماع عن بعد |        |
| ورشة عمل عن النقل في الاقتصاد الدائري للكربون                                                                      | 8 أكتوبر             | اجتماع عن بعد |        |
| الإجتماع الاستثنائي السابع لمجموعة عمل الهيكل المالي العالمي                                                       | 8 أكتوبر             | اجتماع عن بعد |        |
| الاجتماع الخامس لوكلاء وزراء المالية ومحافظي البنوك المركزية                                                       | 12 - 13 أكتوبر       | اجتماع عن بعد |        |
| الاجتماع الرابع لوزراء المالية ومحافظي البنوك المركزية                                                             | 14 أكتوبر            | اجتماع عن بعد |        |
| قمة الشباب لمجموعة تواصل العشرين                                                                                   | 15 - 17 أكتوبر       | اجتماع عن بعد |        |
| الاجتماع الثالث لمجموعة عمل مكافحة الفساد                                                                          | 19 - 21 أكتوبر       | اجتماع عن بعد |        |
| اجتماع القمة لمجموعة تواصل المرأة                                                                                  | 20 - 22 أكتوبر       | اجتماع عن بعد |        |
| اجتماع وزراء مكافحة الفساد                                                                                         | 22 أكتوبر            | اجتماع عن بعد |        |
| الإجتماع المشترك لوكلاء المالية والصحة بمجموعة العشرين                                                             | 22 أكتوبر            |               |        |
| الاجتماع الرابع لمبادرة تمكين المرأة وتعزيز تقدمها وتمثيلها الاقتصادي                                              | 24 أكتوبر            | اجتماع عن بعد |        |
| قمة الأعمال لمجموعة تواصل العشرين                                                                                  | 26 - 27 أكتوبر       | اجتماع عن بعد |        |
| الإجتماع الاستثنائي الثالث للشربا                                                                                  | 27 - 29 أكتوبر       | اجتماع عن بعد |        |
| قمة الفكر لمجموعة تواصل العشرين                                                                                    | 31 أكتوبر - 1 نوفمبر | اجتماع عن بعد |        |
| الاجتماع السادس لمجموعة عمل الإطار                                                                                 | 2 نوفمبر             | اجتماع عن بعد |        |
| ا الإجتماع الأستثنائي لوزراء المالية ومحافظي البنوك المركزية                                                       | 5 نوفمبر             | اجتماع عن بعد |        |
| ورشة عمل لبحث ما استجد حول حركة الأفراد على ضوء تجارب الدول حيال حركة السفر وتنقل الأفراد                          | 8 نوفمبر             | اجتماع عن بعد |        |
| اجتماع وكلاء وزراء المالية                                                                                         | 11 - 12 نوفمبر       | اجتماع عن بعد |        |
| اجتماع الشربا الرابع                                                                                               | 17 - 19 نوفمبر       | اجتماع عن بعد |        |
| الاجتماع المشترك للشربا ووكلاء وزراء المالية                                                                       | 19 نوفمبر            | اجتماع عن بعد |        |
| اجتماع وزراء المالية                                                                                               | 20 نوفمبر            | اجتماع عن بعد |        |
| قمة القادة | 21 - 22 نوفمبر       | اجتماع عن بعد |        |

## ورش العمل
| ت  | الورشة | تاريخ الانعقاد  | المكان | مصدر   |
| -- | --- | --------------- | ------ | ------ |
| 1  | ورشة عمل حول الابتكار في تقنية الاقتصاد الدائري منخفض الكربون                                                      |                 |        | [ 28 ] |
| 2  | ورشة للعمل على تقرير مجموعة العشرين للاقتصاد الدائري للكربون 1                                                     |                 |        | [ 28 ] |
| 3  | ورشة عمل عن التحويل الحكومي وإحصاءات ديون القطاع العام                                                             |                 |        | [ 28 ] |
| 4  | ورشة عمل تعزيز الاستقرار في أسواق الطاقة                                                                           |                 |        | [ 28 ] |
| 5  | ورشة عمل حول الاقتصاد الدائري منخفض الكربون “التقليل وإعادة الاستخدام وإعادة التدوير والإزالة”                     |                 |        | [ 28 ] |
| 6  | ورشة عمل حول تعزيز التعاون المؤسسي من أجل الحصول على الطاقة                                                        |                 |        | [ 28 ] |
| 7  | ورشة للعمل على تقرير مجموعة العشرين للاقتصاد الدائري للكربون 2                                                     |                 |        | [ 28 ] |
| 8  | ورشة عمل الاقتصاد الرقمي لمجموعة العشرين                                                                           |                 |        | [ 28 ] |
| 9  | ورشة عمل حول تأثير كوفيد-19 على التعافي الاقتصادي المستدام                                                         | 13 يونيو 2020   |        | [ 28 ] |
| 10 | ورشة عمل التمويل لتحقيق أهداف التنمية المستدامة                                                                    |                 |        | [ 28 ] |
| 11 | ورشة عمل عن تبادل المنافع بين التكيف والتخفيف                                                                      |                 |        | [ 28 ] |
| 12 | ورشة عمل حول الاقتصاد الدائري منخفض الكربون وتمكين آليات من أجل "التقليل وإعادة الاستخدام وإعادة التدوير والإزالة" | 1 ¬ 2 مارس 2020 |        | [ 28 ] |
| 13 | ورشة عمل حول تسريع تطبيق الاقتصاد الدائري للكربون                                                                  |                 |        | [ 28 ] |
| 14 | ورشة عمل أمن الطاقة واستقرار الأسواق                                                                               |                 |        | [ 28 ] |
| 15 | ورشة للعمل على تقرير مجموعة العشرين للاقتصاد الدائري للكربون 3                                                     |                 |        | [ 28 ] |
| 16 | ورشة عمل حول إزالة الكربون - الحلول القائمة على الطبيعة                                                            |                 |        | [ 28 ] |
| 17 | ورشة عمل مجموعة العشرين حول سبل الوصول للطاقة عالمياً                                                               |                 |        | [ 28 ] |
| 18 | ورشة عمل الاقتصاد الدائري للكربون حول إدارة الانبعاثات في قطاع الصناعة                                             |                 |        | [ 28 ] |
| 19 | ورشة عمل حول مخرجات مجموعة عمل الطاقة المستدامة                                                                    |                 |        | [ 28 ] |
| 20 | ورشة عمل مخرجات مجموعة عمل المناخ                                                                                  |                 |        | [ 28 ] |
| 21 | ورشة عمل عن النقل في الاقتصاد الدائري للكربون                                                                      |                 |        | [ 28 ] |
| 22 | ورشة عمل لبحث ما استجد حول حركة الأفراد على ضوء تجارب الدول حيال حركة السفر وتنقل الأفراد                          |                 |        | [ 28 ] |
| 23 | ورشة عمل مجموعة العشرين حول تدابير إدارة الحدود                                                                    | 8 نوفمبر 2020   | الرياض | [ 29 ] |

## إصدارات تذكارية
أصدرت مؤسسة النقد العربي السعودي “ساما” عملة ورقية سعودية تذكارية من فئة العشرين ريال، بمناسبة رئاسة السعودية لقمة مجموعة العشرين، وتم تداولها اعتباراً من يوم الأحد 8 ربيع الأول 1442 هـ الموافق 25 أكتوبر 2020، وذلك جنباً إلى جنب مع الأوراق النقدية المتداولة حالياً بجميع فئاتها بصفتها عملة رسمية قانونية.

## روابط خارجية
- الموقع الرئيسي لمجموعة العشرين
- البيان الختامي لقمة مجموعة العشرين الرياض 2020